# Petre Ivanovici (fotbalist)
Petre Ivanovici (n. 2 martie 1990, Timișoara, România) este un fotbalist român, care joacă pe post de mijlocaș la CS Timișul Șag⁠(d) în Liga a III-a.